# ان‌جی‌سی ۵۰۰۰
ان‌جی‌سی ۵۰۰۰ (انگلیسی: NGC 5000) نام یک کهکشان مارپیچی میله‌ای است.